# Clapronia
Clapronia là một chi bướm đêm thuộc họ Erebidae.